# 貫入體

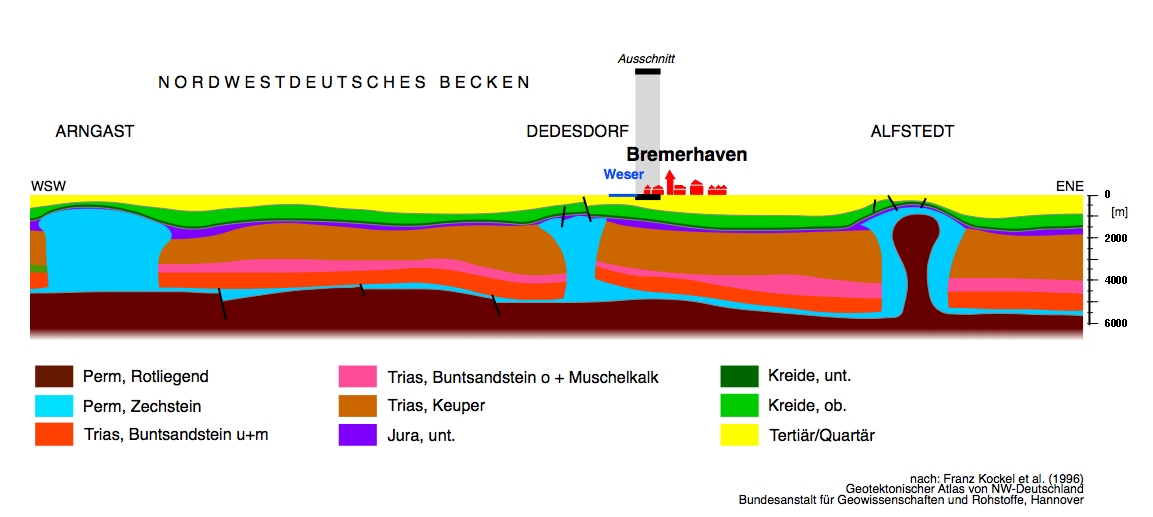
德國Northwestern 盆地地質剖面。顯示鹽丘穿入上層岩石近於地表。有時它們能形成圈閉造成油藏，或被挖掘做爲地下儲藏.

貫入體、貫入作用或底闢作用，简称底闢，是指一種能夠移動而且還有延展性的侵入岩石，
因受外力被擠入到上面岩層中。在上面的岩層必須容易破碎的，否則侵入岩石擠不進去。底闢的範圍大小不一，其規模根據構造環境而決定，如果一個地區它的構造應力低，例如墨西哥灣等，底闢是一種蘑菇型狀瑞利-泰勒不穩定型結構（Rayleigh–Taylor-instability-type）。岩脈也是一種底闢，一般都是在構造活動地區產生。它是岩漿從狹窄的裂縫擠入岩石中所形成的。底闢一詞是羅馬尼亞地質學家 Ludovic Mrazek 創用，他是第一個了解鹽岩在壓力下是一種可塑性的岩石。 底闢一般是用來形容非火成岩的結構，例如鹽丘和泥底闢。但也可用於形容火成岩結構
。
除了地球，底闢現象也在海王星的衛星海衛一、木星的衛星歐羅巴、土星的衛星土衛二和天王星的衛星米蘭達也被發現。 
底闢通常是沿著岩石裂縫或結構薄弱區域，向上侵入上面覆蓋而且比較緻密的岩石。這個過程被稱為底闢作用（diapirism）。所產生的結構也稱為穿孔結構（piercement structures）。
在底闢過程中，部分原有的地層可以被斷開並被推向上到更高處的層位内。如果這些地層，被推入到比較淺的地層后，乃然保留了它們的原始壓力。就和當地的地層壓力不同。就造成超壓，在鑽井時，鑽到這種高壓地層，會造成井噴的重大風險。 
蒸發沉積物（例如鹽）和飽滿氣體的泥漿等岩石類型，是造成底闢的原動力。岩漿也能造成底闢，當熱而密度較低的岩漿聚集時，在地幔中也會形成底闢。地幔中的底闢現像被認為與大型火成岩地區和一些地幔柱的發展有關。
火山管是一種爆炸性、含揮發性氣體高的岩漿噴發。 它通常與底闢無關，因為它們是小體積的岩漿，經由具揮發性的岩漿柱上升，而不是經由與周圍地幔的密度的相差而導致的。

## 經濟重要性
底闢或穿孔是由覆蓋岩層被穿透產生的構造， 上覆岩層被向上推動或刺穿后，可以形成背斜、鹽丘和其他能夠圈閉石油和天然氣的結構。 火成岩侵入體本身通常太熱，無法保存先有的碳氫化合物,所以不能形成圈閉石油和天然氣的結構 。